# Maskirovka
Diversiunea militarǎ rusǎ, cunoscutǎ și sub numele de maskirovka (în rusă маскировка, în traducere liberă: deghizare/ camuflaj/ wikt:diversiune). Doctrina acoperă o paletă largă de măsuri în domeniul militar, politic sau informațional. Se folosesc metode de camuflare a acțiunilor/intențiilor, negare a acțiunilor/intențiilor și dezinformare, măsuri ce sunt executate pe timp de război cât și pe timp de pace.

## Doctrina în teorie
Această practică militară (Eng: military deception) este folosită din cele mai vechi timpuri, un exemplu fiind Calul Troian (sec. al XII-lea î.Hr.), primul document unde este descrisǎ o astfel de strategie este în Arta războiului de Sun Tzu (sec. al V-lea î.Hr.). Ca și concept militar poate fi aplicat la nivel strategic, operațional și tactic.
„Voi forța inamicul să ia puterea nostră drept slăbiciune, și slăbiciunile drept putere.”—Sun Tzu
Armata Imperială Rusă avea o scoală militară pentru pregătirea în arta diversiunii din 1904.
Directiva sovietică din 1924 pentru comandamentele superioare ale armatei afirmă că, camuflarea/diversiunea operațională trebuie să fie "bazată pe  naturalețe, diversitate și continuitate incluzând secretul, imitația, acțiunile demonstrative și dezinformarea"
Enciclopedia militară sovietică (1944) definește „maskirovka” ca mijloc de asigurare a operațiunilor de luptă și activităților zilnice, înșelând inamicul cu privire la prezența și dispunerea forțelor, a obiectivelor, a pregătirii și planurilor de luptă,  contribuind la obținerea surprizei, pregătirii de luptă și indeplinirii obiectivelor.
„Maskirovka” a evoluat în practica și doctrina militară pentru a include obiective strategice, politice și diplomatice, operând la „toate nivelele”, nu numai la cel, strict, militar. Un exemplu este Anexarea Crimeei de Federația Rusă, unde soldați fară insignie militară și cu cagule pe față („little green men”), Spețnaz și agenți GRU, au acționat în teatrul de război, convoaiele „umanitare” (ex. Cargo 200) transportau provizii iar la întoarcere „colecta” morții. Oficialii Federaței Ruse au negat, inițial, existența acestora susținând că sunt forțe „patriotice locale”, după îndeplinirea obiectivelor militare Moscova asumându-si rolul avut, nedeclarând război (oficial) și fară a raporta unitătile militare participante.

## Doctrina în practică
- Soldați fără însemne militare, Perevalne, 2014.Bătălia dela Kulikovo
- Bătălia de la Stalingrad
- Bătălia de la Kursk
- Operațiunea Bagration
- Criza rachetelor cubaneze
- Invazia Cehoslovaciei
- Războiul Ruso-Georgian

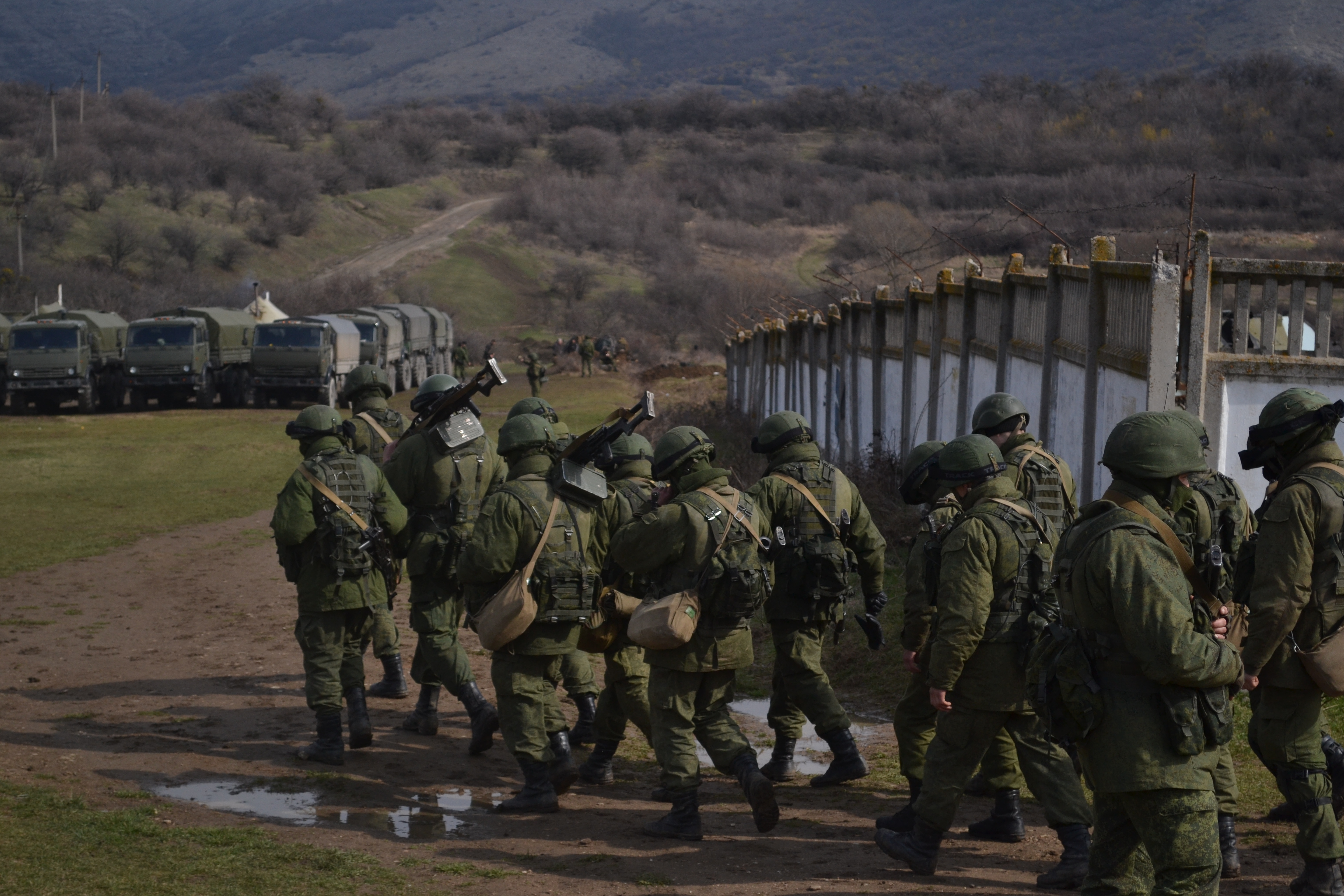
Soldați fără însemne militare, Perevalne, 2014.

- Războiul ruso-ucrainean (2014–prezent)